# Korona Kielce w Pucharze Polski
Hasło przedstawia historię i listę meczów Korony Kielce, Korony II Kielce i Korony III Kielce w Pucharze Polski.

## Korona Kielce w Pucharze Polski

### Historia
Korona Kielce w Pucharze Polski po raz pierwszy wystąpiła w sezonie 1974/1975, kiedy to w rundzie wstępnej przegrała po serii rzutów karnych (4:5) z Hutnikiem Nowa Huta. W kolejnych sześciu latach klub nie rywalizował w rozgrywkach, dopiero w 1981 zagrał w I rundzie, ulegając rezerwom Widzewa Łódź po dogrywce. W 1984 roku osiągnął swój pierwszy sukces – dotarł do 1/16 finału, gdzie poniósł porażkę (3:4) w meczu z Legią Warszawa (gole: Wójcik, Wyciślik, Bąk – Buncol (2), Putek, Tomczyk).
W sezonach 1985/1986, 1986/1987 i 1987/1988 Korona trzykrotnie dotarła do 1/16 finału – najpierw przegrała ze Śląskiem Wrocław, następnie uległa Zagłębiu Sosnowiec, a w 1988 poniosła porażkę z Olimpią Poznań. Dwa ostatnie mecze kończyły się po serii rzutów karnych. W 1991 roku klub awansował do 1/8 finału, przegrywając w niej z późniejszym zdobywcą pucharu, GKS-em Katowice. Taki sam wynik zespół uzyskał w 1992, odpadając tym razem w meczu przeciwko ŁKS-owi Łódź.
Kolejnym sukcesem Korony było dotarcie w sezonie 1998/1999 do 1/4 finału (porażka w dwumeczu z GKS-em Bełchatów). W drodze do niej klub zwyciężył m.in. pierwszoligowe Polonię Warszawa i GKS Katowice. Również w sezonie 2003/2004 zespół awansował do ćwierćfinału, odpadając w nim po remisie (1:1) i porażce (0:2) z Legią Warszawa. Także kolejne rozgrywki drużyna zakończyła w 1/4 finału (porażka z Dyskobolią Grodzisk Wielkopolski), a łącznie rozegrała w nich 11 meczów co jest do tej pory klubowym rekordem jeśli chodzi o liczbę spotkań w jednym sezonie Pucharu Polski.
W sezonie 2005/2006 klub dotarł do 1/2 finału gdzie przegrał w rywalizacji z Zagłębiem Lubin. Rok później Korona osiągnęła swój największy sukces – po pokonaniu w półfinale Wisły Płock awansowała do finału. W nim spotkała się z Dyskobolią Grodzisk Wielkopolski. Mecz został rozegrany 1 maja 2007 roku w Bełchatowie i zakończył się zwycięstwem rywali 2:0.
| 1 maja 2007 12:15 CET | Dyskobolia Grodzisk Wielkopolski · Radosław Majewski 16' · Jarosław Lato 77' | 2:0 | Korona Kielce                                                            | Stadion GKS Bełchatów Widzów: 5 500 Sędzia: Grzegorz Gilewski |
|                       | kartki: · Jarosław Lato · Mate Lacić                                         |     | kartki: · Mariusz Zganiacz · Hermes · Paweł Golański · Marek Szyndrowski |                                                               |

Korona Kielce rozegrała dotychczas 84 mecze w Pucharze Polski. Wygrała 49 z nich (58,3%), zremisowała siedem i 28 przegrała.
Ponadto Korona Kielce pięciokrotnie wywalczyła Puchar Polski na szczeblu okręgu.

### Wyniki
| Korona Kielce w Pucharze Polski |               |                                                  |             |        |
| Sezon                           | Runda         | Przeciwnik                                       | Wynik       | Źródło |
| 1973/74                         | –             | –                                                | –           | –      |
| 1974/75                         | Runda wstępna | Korona Kielce – Hutnik Nowa Huta                 | 0:0, k. 4:5 | [ 1 ]  |
| 1975/76                         | –             | –                                                | –           | –      |
| 1976/77                         | –             | –                                                | –           | –      |
| 1977/78                         | –             | –                                                | –           | –      |
| 1978/79                         | –             | –                                                | –           | –      |
| 1979/80                         | –             | –                                                | –           | –      |
| 1980/81                         | –             | –                                                | –           | –      |
| 1981/82                         | Runda I       | Widzew II Łódź – Korona Kielce                   | 2:1 pd.     | [ 7 ]  |
| 1982/83                         | Runda II      | Korona Kielce – Raków Częstochowa                | 2:1 pd.     | [ 8 ]  |
| 1982/83                         | Runda III     | Korona Kielce – Stal Stalowa Wola                | 1:3         | [ 8 ]  |
| 1983/84                         | Runda II      | Pogoń Siedlce – Korona Kielce                    | 0:2         | [ 9 ]  |
| 1983/84                         | Runda III     | Korona Kielce – Stal Stalowa Wola                | 2:1         | [ 9 ]  |
| 1983/84                         | 1/16          | Korona Kielce – Legia Warszawa                   | 3:4         | [ 9 ]  |
| 1984/85                         | Runda II      | Lublinianka Lublin – Korona Kielce               | 1:0         | [ 10 ] |
| 1985/86                         | Runda II      | Motor Praszka – Korona Kielce                    | 0:2         | [ 11 ] |
| 1985/86                         | Runda III     | Hetman Zamość – Korona Kielce                    | 1:1, k. 2:4 | [ 11 ] |
| 1985/86                         | 1/16          | Korona Kielce – Śląsk Wrocław                    | 1:3         | [ 11 ] |
| 1986/87                         | Runda II      | Stoczniowiec Gdańsk – Korona Kielce              | 0:1         | [ 12 ] |
| 1986/87                         | Runda III     | Unia Tarnów – Korona Kielce                      | 0:1         | [ 12 ] |
| 1986/87                         | 1/16          | Korona Kielce – Zagłębie Sosnowiec               | 0:0, k. 4:5 | [ 12 ] |
| 1987/88                         | Runda II      | Siarka Tarnobrzeg – Korona Kielce                | 1:2         | [ 13 ] |
| 1987/88                         | Runda III     | Unia Skierniewice – Korona Kielce                | 0:2         | [ 13 ] |
| 1987/88                         | 1/16          | Korona Kielce – Olimpia Poznań                   | 0:0, k. 2:4 | [ 13 ] |
| 1988/89                         | Runda I       | Krupiński Suszec – Korona Kielce                 | 3:1         | [ 14 ] |
| 1989/90                         | –             | –                                                | –           | –      |
| 1990/91                         | Runda I       | Sandecja Nowy Sącz – Korona Kielce               | 0:1         | [ 15 ] |
| 1990/91                         | Runda II      | Gwardia Chełm – Korona Kielce                    | 0:3         | [ 15 ] |
| 1990/91                         | Runda III     | Korona Kielce – Siarka Tarnobrzeg                | 2:1         | [ 15 ] |
| 1990/91                         | 1/16          | Korona Kielce – Ruch Chorzów                     | 0:0, k. 2:1 | [ 15 ] |
| 1990/91                         | 1/8           | Korona Kielce – GKS Katowice                     | 0:2         | [ 15 ] |
| 1991/92                         | Runda III     | Stal Gorzyce – Korona Kielce                     | 1:2         | [ 16 ] |
| 1991/92                         | 1/16          | Korona Kielce – Zagłębie Lubin                   | 3:1 pd.     | [ 16 ] |
| 1991/92                         | 1/8           | Korona Kielce – ŁKS Łódź                         | 0:1         | [ 16 ] |
| 1992/93                         | Runda III     | Stal Gorzyce – Korona Kielce                     | 1:3         | [ 17 ] |
| 1992/93                         | Runda IV      | Korona Kielce – Górnik Pszów                     | 1:2         | [ 17 ] |
| 1993/94                         | Runda II      | Korona Kielce – Naprzód Rydułtowy                | 2:1 pd.     | [ 18 ] |
| 1993/94                         | Runda III     | Korona Kielce – Hetman Zamość                    | 2:5         | [ 18 ] |
| 1994/95                         | –             | –                                                | –           | –      |
| 1995/96                         | –             | –                                                | –           | –      |
| 1996/97                         | –             | –                                                | –           | –      |
| 1997/98                         | –             | –                                                | –           | –      |
| 1998/99                         | Runda II      | Tomasovia Tomaszów Lubelski – Korona Kielce      | 0:3         | [ 19 ] |
| 1998/99                         | Runda III     | Korona Kielce – Avia Świdnik                     | 2:2, k. 4:2 | [ 19 ] |
| 1998/99                         | 1/16          | Korona Kielce – Polonia Warszawa                 | 2:0         | [ 19 ] |
| 1998/99                         | 1/8           | Korona Kielce – GKS Katowice                     | 1:0         | [ 19 ] |
| 1998/99                         | 1/4           | Korona Kielce – GKS Bełchatów                    | 2:1 0:1     | [ 19 ] |
| 1999/00                         | Runda II      | Trzy Korony Pabianice – Korona Kielce            | 2:4         | [ 20 ] |
| 1999/00                         | Runda III     | Czarni/Orlęta Dęblin – Korona Kielce             | 0:2         | [ 20 ] |
| 1999/00                         | 1/16          | RKS Radomsko – Korona Kielce                     | 2:0         | [ 20 ] |
| 2000/01                         | Runda I       | Granica Lubycza Królewska – Korona Kielce        | 0:1         | [ 21 ] |
| 2000/01                         | Runda II      | Korona Kielce – Odra Opole                       | 0:1 pd.     | [ 21 ] |
| 2001/02                         | –             | –                                                | –           | –      |
| 2002/03                         | –             | –                                                | –           | –      |
| 2003/04                         | Runda I       | Korona Kielce – Górnik Łęczna                    | 3:1         | [ 22 ] |
| 2003/04                         | Runda II      | Korona Kielce – Ruch Chorzów                     | 2:0         | [ 22 ] |
| 2003/04                         | Runda III     | Korona Kielce – Odra Wodzisław Śląski            | 1:0         | [ 22 ] |
| 2003/04                         | 1/4           | Korona Kielce – Legia Warszawa                   | 1:1 0:2     | [ 22 ] |
| 2004/05                         | Runda I       | Korona Kielce – Widzew Łódź                      | 3:0 pd.     | [ 23 ] |
| 2004/05                         | Faza grupowa  | Polonia Warszawa – Korona Kielce                 | 1:3 3:1     | [ 23 ] |
| 2004/05                         | Faza grupowa  | Stal Mielec – Korona Kielce                      | 2:4 0:4     | [ 23 ] |
| 2004/05                         | Faza grupowa  | Korona Kielce – Górnik Łęczna                    | 2:2 2:0     | [ 23 ] |
| 2004/05                         | 1/8           | Koszarawa Żywiec – Korona Kielce                 | 2:2 1:2     | [ 23 ] |
| 2004/05                         | 1/4           | Korona Kielce – Dyskobolia Grodzisk Wielkopolski | 2:4 2:2     | [ 23 ] |
| 2005/06                         | Runda II      | Mazowsze Płock – Korona Kielce                   | 0:3 0:3     | [ 24 ] |
| 2005/06                         | 1/8           | Dyskobolia Grodzisk Wielkopolski – Korona Kielce | 2:2 1:2     | [ 24 ] |
| 2005/06                         | 1/4           | Legia Warszawa – Korona Kielce                   | 2:0 0:3 pd. | [ 24 ] |
| 2005/06                         | 1/2           | Zagłębie Lubin – Korona Kielce                   | 2:0 0:0     | [ 24 ] |
| 2006/07                         | 1/16          | Tur Turek – Korona Kielce                        | 1:3         | [ 25 ] |
| 2006/07                         | 1/8           | Górnik Zabrze – Korona Kielce                    | 0:5         | [ 25 ] |
| 2006/07                         | 1/4           | Korona Kielce – Lech Poznań                      | 1:0 2:3     | [ 25 ] |
| 2006/07                         | 1/2           | Korona Kielce – Wisła Płock                      | 3:2 1:1     | [ 25 ] |
| 2006/07                         | F             | Dyskobolia Grodzisk Wielkopolski – Korona Kielce | 2:0         | [ 25 ] |
| 2007/08                         | 1/16          | Korona Kielce – Zagłębie Sosnowiec               | 2:0         | [ 26 ] |
| 2007/08                         | 1/8           | Polonia Warszawa – Korona Kielce                 | 3:1         | [ 26 ] |
| 2008/09                         | 1/16          | Kmita Zabierzów – Korona Kielce                  | 3:0         | [ 27 ] |
| 2009/10                         | Runda I       | Ruch Radzionków – Korona Kielce                  | 0:1         | [ 28 ] |
| 2009/10                         | 1/16          | Korona Kielce – GKS Bełchatów                    | 3:1         | [ 28 ] |
| 2009/10                         | 1/8           | Dolcan Ząbki – Korona Kielce                     | 3:4 pd.     | [ 28 ] |
| 2009/10                         | 1/4           | Korona Kielce – Jagiellonia Białystok            | 3:1 0:3     | [ 28 ] |
| 2010/11                         | 1/16          | Wigry Suwałki – Korona Kielce                    | 0:2         | [ 29 ] |
| 2010/11                         | 1/8           | Korona Kielce – Jagiellonia Białystok            | 0:1         | [ 29 ] |
| 2011/12                         | 1/16          | Gryf Wejherowo – Korona Kielce                   | 1:0         | [ 30 ] |
| 2012/13                         | 1/16          | Olimpia Elbląg – Korona Kielce                   | 1:2 pd.     | [ 31 ] |
| 2012/13                         | 1/8           | Ruch Chorzów – Korona Kielce                     | 3:1 pd.     | [ 31 ] |
| 2013/14                         | 1/16          | Polonia Warszawa – Korona Kielce                 | 0:3         | [ 33 ] |
| 2013/14                         | 1/8           | Arka Gdynia – Korona Kielce                      | 5:1         | [ 33 ] |
| 2014/15                         | 1/16          | Górnik Zabrze – Korona Kielce                    | 2:1 pd.     | [ 34 ] |
| 2015/16                         | 1/16          | Wda Świecie – Korona Kielce                      | 3:0         | [ 35 ] |
| 2016/17                         | 1/16          | Puszcza Niepołomice – Korona Kielce              | 1:1, k. 3:2 | [ 36 ] |
| 2017/18                         | 1/16          | Zagłębie Sosnowiec – Korona Kielce               | 1:2 pd.     | [ 37 ] |
| 2017/18                         | 1/8           | Korona Kielce – Wisła Kraków                     | 1:0 pd.     | [ 37 ] |
| 2017/18                         | 1/4           | Zagłębie Lubin – Korona Kielce                   | 0:1 0:2     | [ 37 ] |
| 2017/18                         | 1/2           | Korona Kielce – Arka Gdynia                      | 2:1 0:1     | [ 37 ] |
| 2018/19                         | 1/32          | Wisła Sandomierz – Korona Kielce                 | 3:2         | [ 38 ] |
| 2019/20                         | 1/32          | Korona Kielce – Zagłębie Lubin                   | 0:1         | [ 39 ] |
| 2020/21                         | 1/32          | KKS 1925 Kalisz – Korona Kielce                  | 0:3         | [ 40 ] |
| 2020/21                         | 1/16          | Arka Gdynia – Korona Kielce                      | 2:0         | [ 40 ] |
| 2021/22                         | 1/32          | Korona Kielce – Wisła Płock                      | 4:3 pd.     | [ 41 ] |
| 2021/22                         | 1/16          | Korona Kielce – Stomil Olsztyn                   | 2:1         | [ 41 ] |
| 2021/22                         | 1/8           | Korona Kielce – Górnik Łęczna                    | 1:2         | [ 41 ] |
| 2022/23                         | I runda       | Stal Rzeszów – Korona Kielce                     | 3:3, k. 6:7 | [ 42 ] |
| 2022/23                         | 1/16          | Górnik Łęczna – Korona Kielce                    | 1:0         | [ 42 ] |
| 2023/24                         | I runda       | Jagiellonia II Białystok – Korona Kielce         | 1:2         | [ 43 ] |
| 2023/24                         | 1/16          | Legia II Warszawa – Korona Kielce                | 2:4 pd.     | [ 43 ] |
| 2023/24                         | 1/8           | Korona Kielce – Legia Warszawa                   | 2:1 pd.     | [ 43 ] |
| 2023/24                         | 1/4           | Jagiellonia Białystok – Korona Kielce            | 2:1 pd.     | [ 43 ] |
| 2024/25                         | I runda       | Korona Kielce – Stal Mielec                      | 1:1, k. 4:3 | [ 44 ] |
| 2024/25                         | 1/16          | Lech II Poznań – Korona Kielce                   | 1:3         | [ 44 ] |
| 2024/25                         | 1/8           | Korona Kielce – Widzew Łódź                      | 1:0         | [ 44 ] |
| 2024/25                         | 1/4           | Ruch Chorzów – Korona Kielce                     | 2:0         | [ 44 ] |
| 2025/26                         | I runda       | Stal Rzeszów – Korona Kielce                     |             | [ 45 ] |

## Korona II Kielce w Pucharze Polski

### Historia
Korona II Kielce w lipcu 1983 roku rozegrała mecz z Roztoczem Szczebrzeszyn w ramach I rundy Pucharu Polski. Uległa w nim 1:2 i nie awansowała do dalszej fazy rozgrywek. Po raz drugi rezerwy kieleckiego klubu w PP na szczeblu centralnym wystąpiły w sezonie 2009/2010 (dzięki wywalczeniu Pucharu Polski na szczeblu okręgu w sezonie 2008/2009). Wówczas to w rundzie przedwstępnej pokonały 3:0 Ślęzę Wrocław (gole Daniela Rabendy (2) i Michała Michałka), a w rundzie wstępnej przegrały 0:2 z beniaminkiem I ligi, MKS-em Kluczbork.

### Wyniki
| Korona II Kielce w Pucharze Polski |                    |                                           |       |        |
| Sezon                              | Runda              | Przeciwnik                                | Wynik | Źródło |
| 1983/84                            | Runda I            | Korona II Kielce – Roztocze Szczebrzeszyn | 1:2   | [ 9 ]  |
| 2009/10                            | Runda przedwstępna | Korona II Kielce – Ślęza Wrocław          | 3:0   | [ 28 ] |
| 2009/10                            | Runda wstępna      | Korona Kielce – MKS Kluczbork             | 0:2   | [ 28 ] |
| 2025/26                            | I runda            | Korona Kielce – Piast Gliwice             |       | [ 45 ] |

## Korona III Kielce w Pucharze Polski

### Historia
W sezonie 2007/2008 w rundzie przedwstępnej Pucharu Polski na szczeblu centralnym wystąpiła Korona III Kielce. Zmierzyła się ona z rezerwami Sandecji Nowy Sącz. Mecz, który odbył się 1 sierpnia 2007 roku, zakończył się zwycięstwem rywali 4:0. W barwach kieleckiego zespołu wystąpił m.in. obchodzący wówczas 16. urodziny Piotr Malarczyk.

### Wyniki
| Korona III Kielce w Pucharze Polski |                    |                                           |       |        |
| Sezon                               | Runda              | Przeciwnik                                | Wynik | Źródło |
| 2007/08                             | Runda przedwstępna | Korona III Kielce – Sandecja II Nowy Sącz | 0:4   | [ 26 ] |